# Montemayor del Río
Montemayor del Río es un municipio y localidad española de la provincia de Salamanca, en la comunidad autónoma de Castilla y León. Se integra dentro de la comarca de la Sierra de Béjar y pertenece al partido judicial de Béjar.
Su término municipal está formado por un solo núcleo de población, ocupa una superficie total de 15,30 km² y según los datos demográficos recogidos en el padrón municipal elaborado por el INE en el año 2017, cuenta con una población de 272 habitantes.
La localidad tiene una altitud de 677 m sobre el nivel del mar. La villa de Montemayor está en el sistema Central, en la sierra de Béjar. Situada al sureste de la provincia de Salamanca, muy cerca de la provincia de Cáceres, su término municipal llega hasta la línea de separación de las dos provincias. Para llegar a la localidad, tanto por el norte como por el sur, hay que hacerlo a través de la N-630 o la autovía de la Plata, desviándose a la altura de Peñacaballera. Hay que recorrer siete km por una estrecha y difícil carretera local.
La localidad está hermanada con la villa homónima de Montemayor en la provincia de Córdoba. Montemayor del Río fue declarada conjunto histórico artístico en 1982. Ubicada junto a la antigua Calzada de la Plata, durante la Edad Media tuvo jurisdicción sobre catorce pueblos, tras crearse su concejo en torno a 1227 por el rey Alfonso IX de León, que buscaba reforzar demográficamente esta zona estratégica del Reino de León, por lo que algunos de dichos pueblos dependientes de la villa conservan hoy en día parte de su nombre, como Colmenar de Montemayor, Baños de Montemayor y Horcajo de Montemayor.

## Etimología
El topónimo Montemayor del Río es parlante, describe el asentamiento del pueblo: Monte, elevado por el que pasa un río. El topónimo debió de nacer a partir de la lengua leonesa meridional y posteriormente debió de ser castellanizado, siendo en la Edad Media el topónimo Monti Mayó, con los rasgos típicos de dicha lengua. Hasta recientemente, Montemayor se escribió por separado, siendo el topónimo Monte Mayor, sin el del río, que se añadió para no confundir varias localidades de España.

## Símbolos

Representación heráldica del blasón aprobado.

### Escudo
El escudo heráldico que representa al municipio fue aprobado con el siguiente blasón:

«Escudo partido. Primero, de plata con cuatro ondas de azur, surmontadas por un monte de sinople. Segundo, partido a su vez: Primero de oro con tres fajas de sinople, y segundo de oro con un león de púrpura. Timbrado de la Corona Real Española»

### Bandera
El ayuntamiento no ha adoptado aún una bandera para el municipio.

## Geografía
| Noroeste: Lagunilla | Norte: Aldeacipreste y Valbuena | Noreste: Puerto de Béjar     |
| Oeste: Lagunilla    |                                 | Este: Peñacaballera          |
| Suroeste: El Cerro  | Sur: El Cerro                   | Sureste: Baños de Montemayor |

## Monumentos y lugares de interés

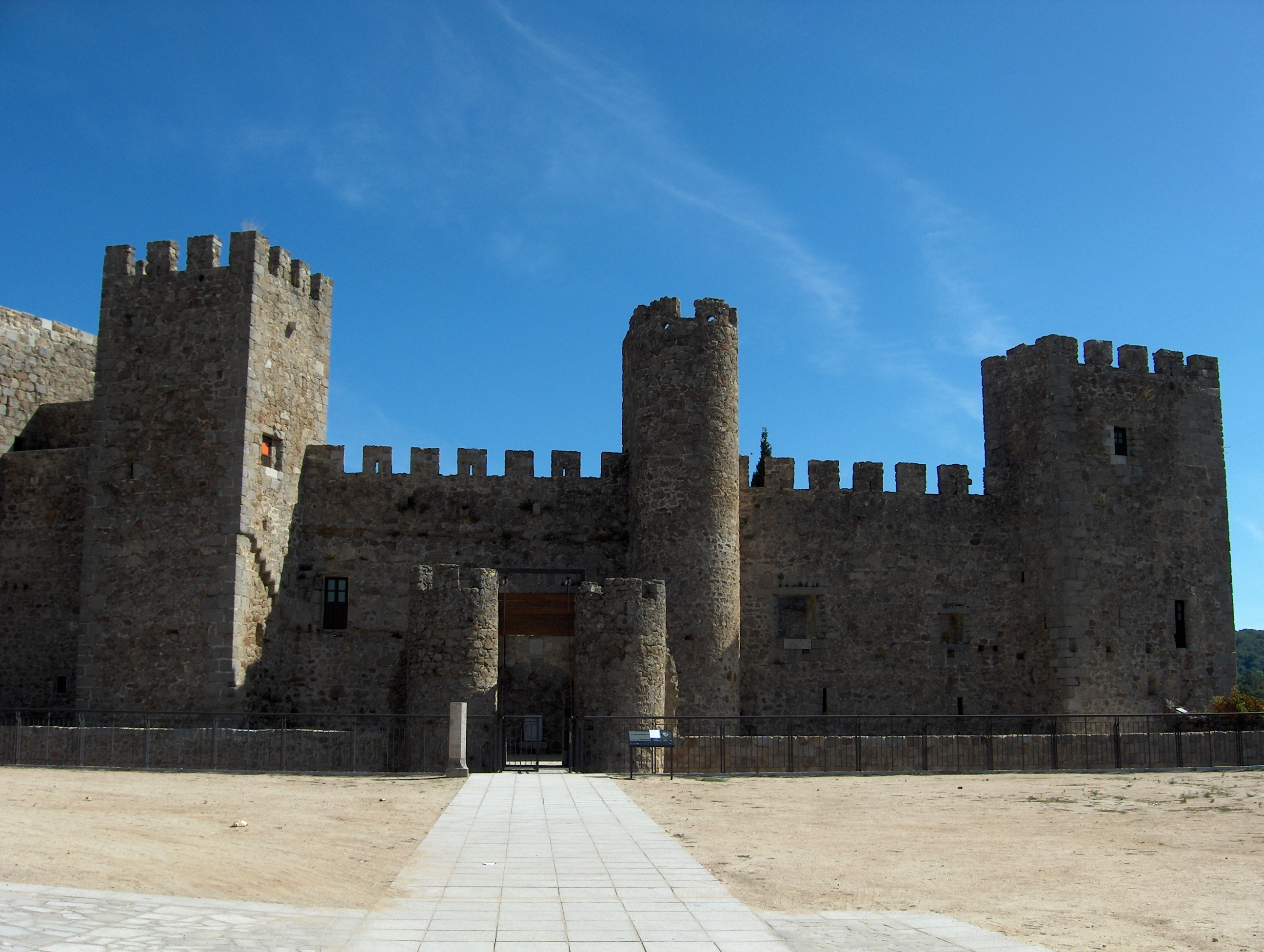
Castillo de San Vicente.

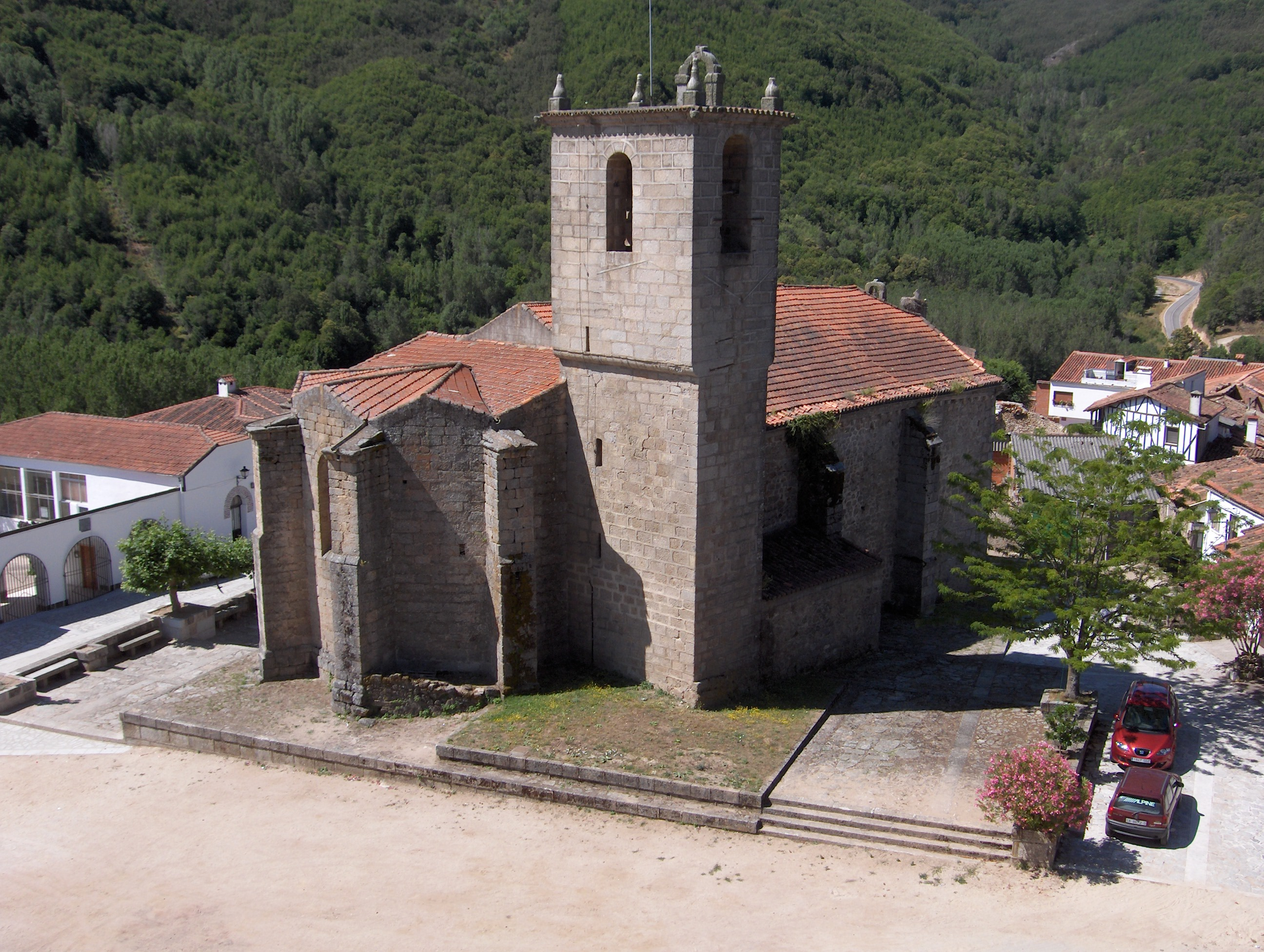
Iglesia de la Asunción.

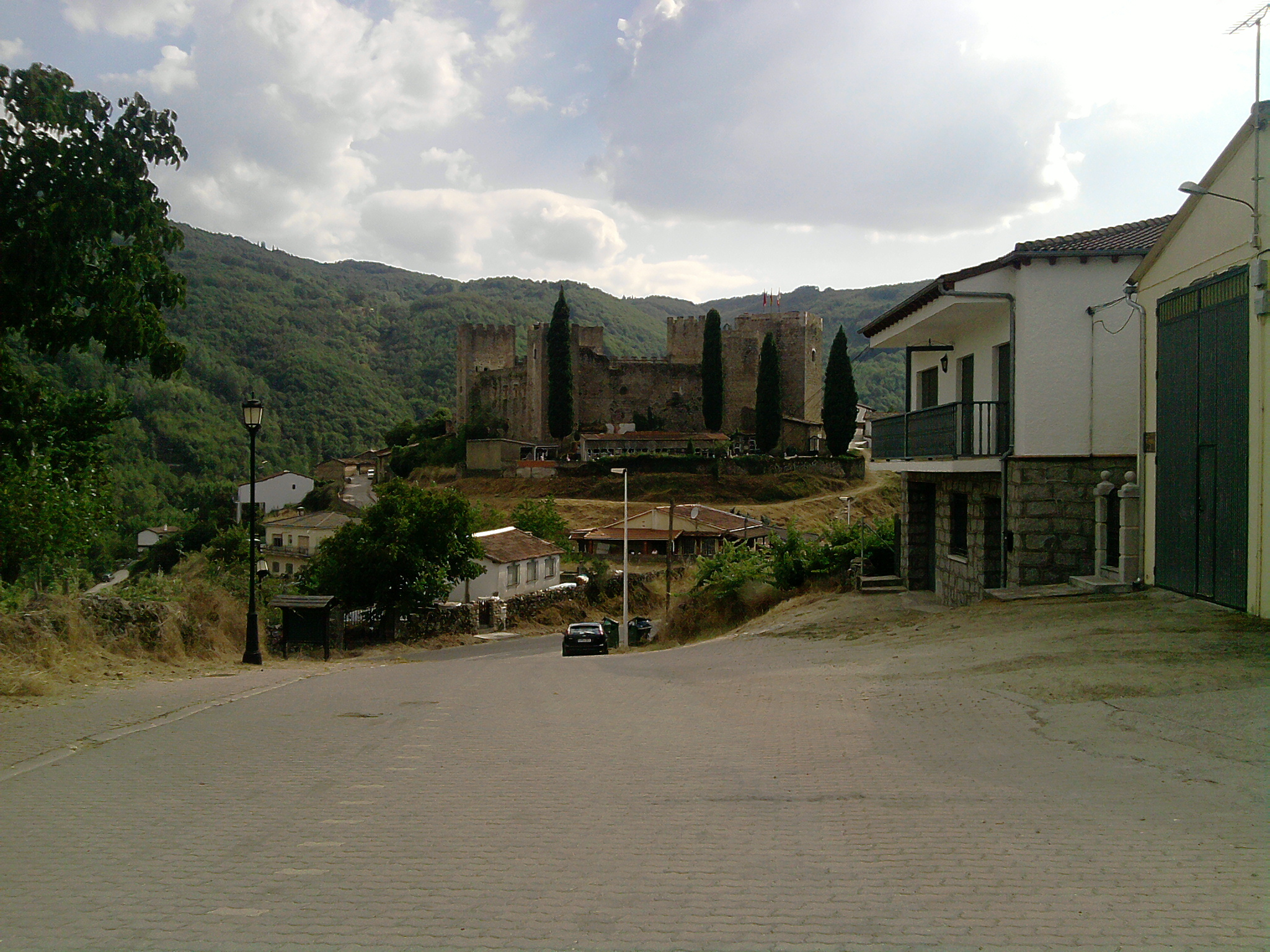
Vista general del castillo.

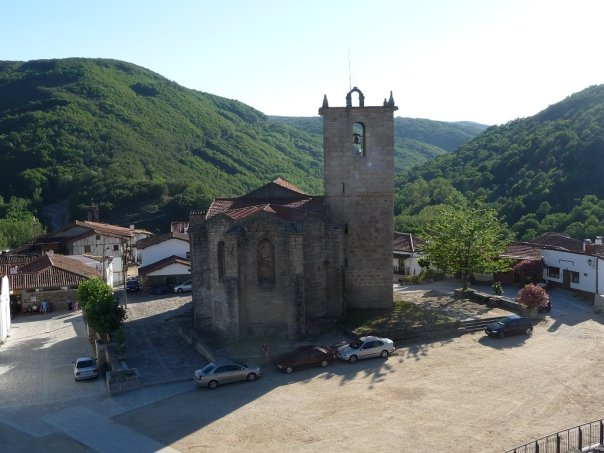
Iglesia de Nª Sra. de la Asunción.

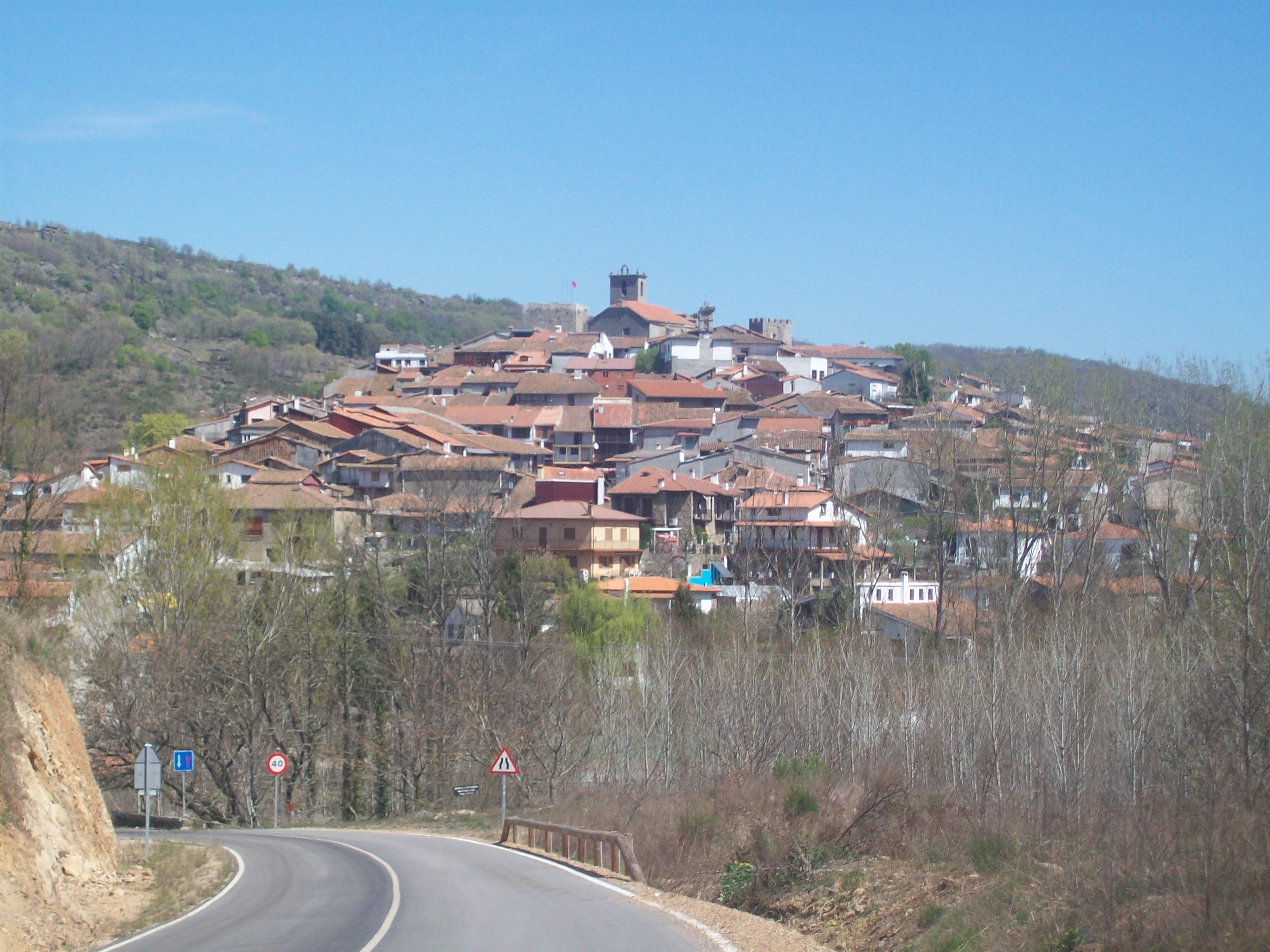
Vista general del pueblo

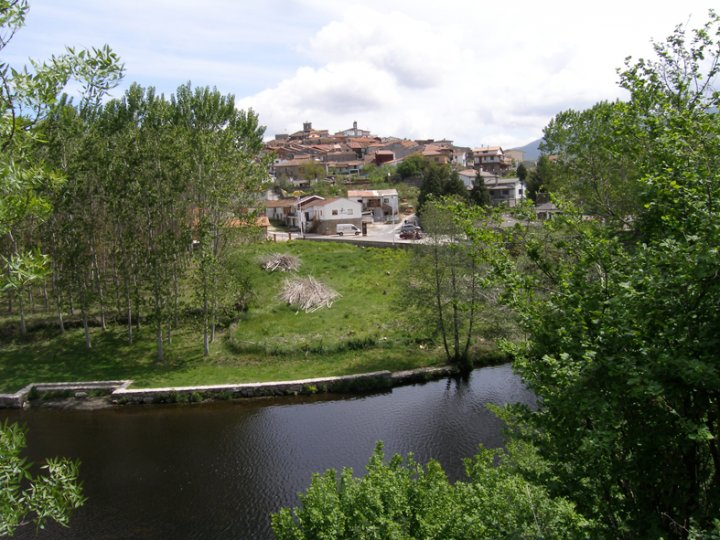
Vista del pueblo desde el río

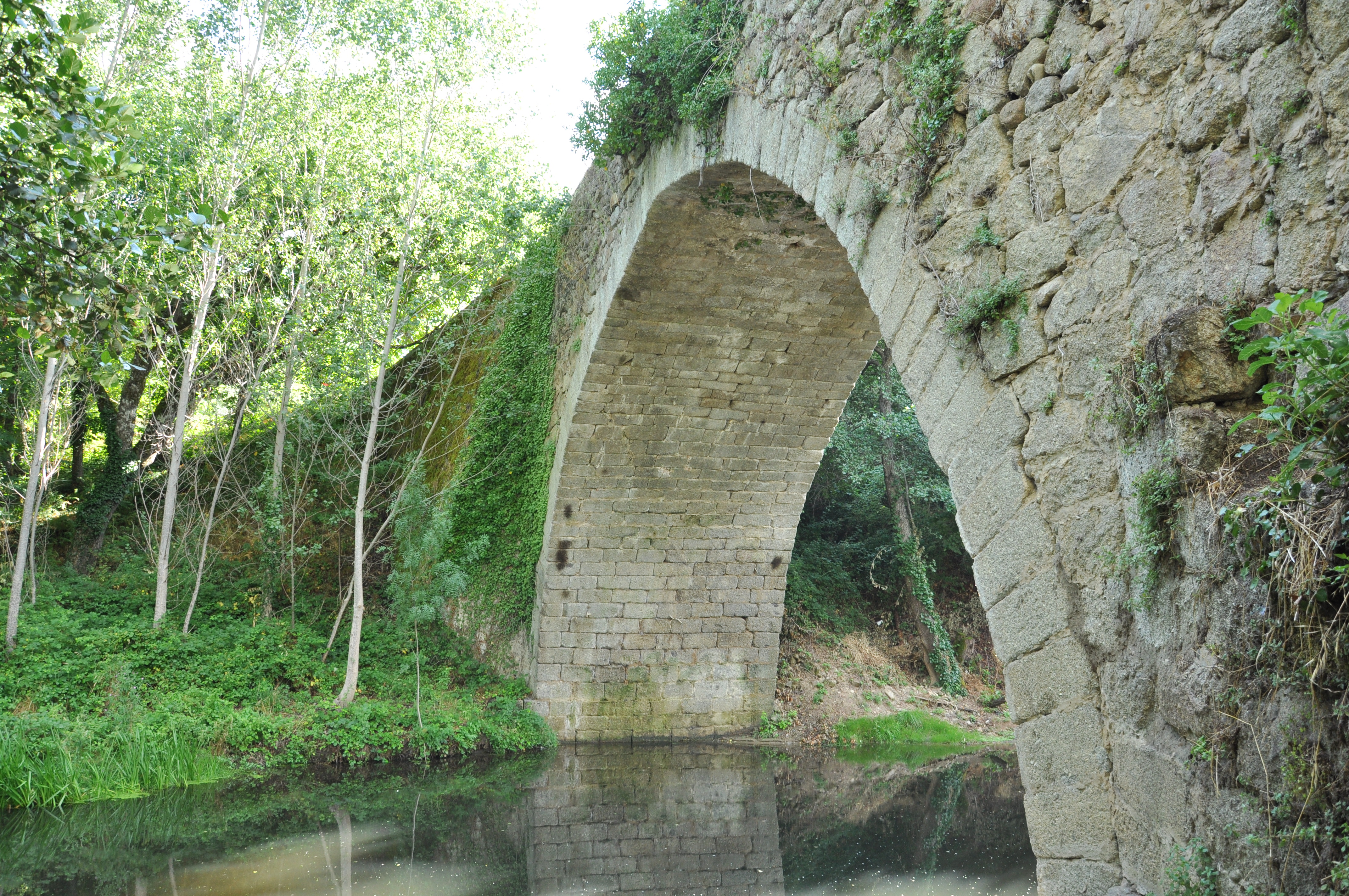
Vista del puente

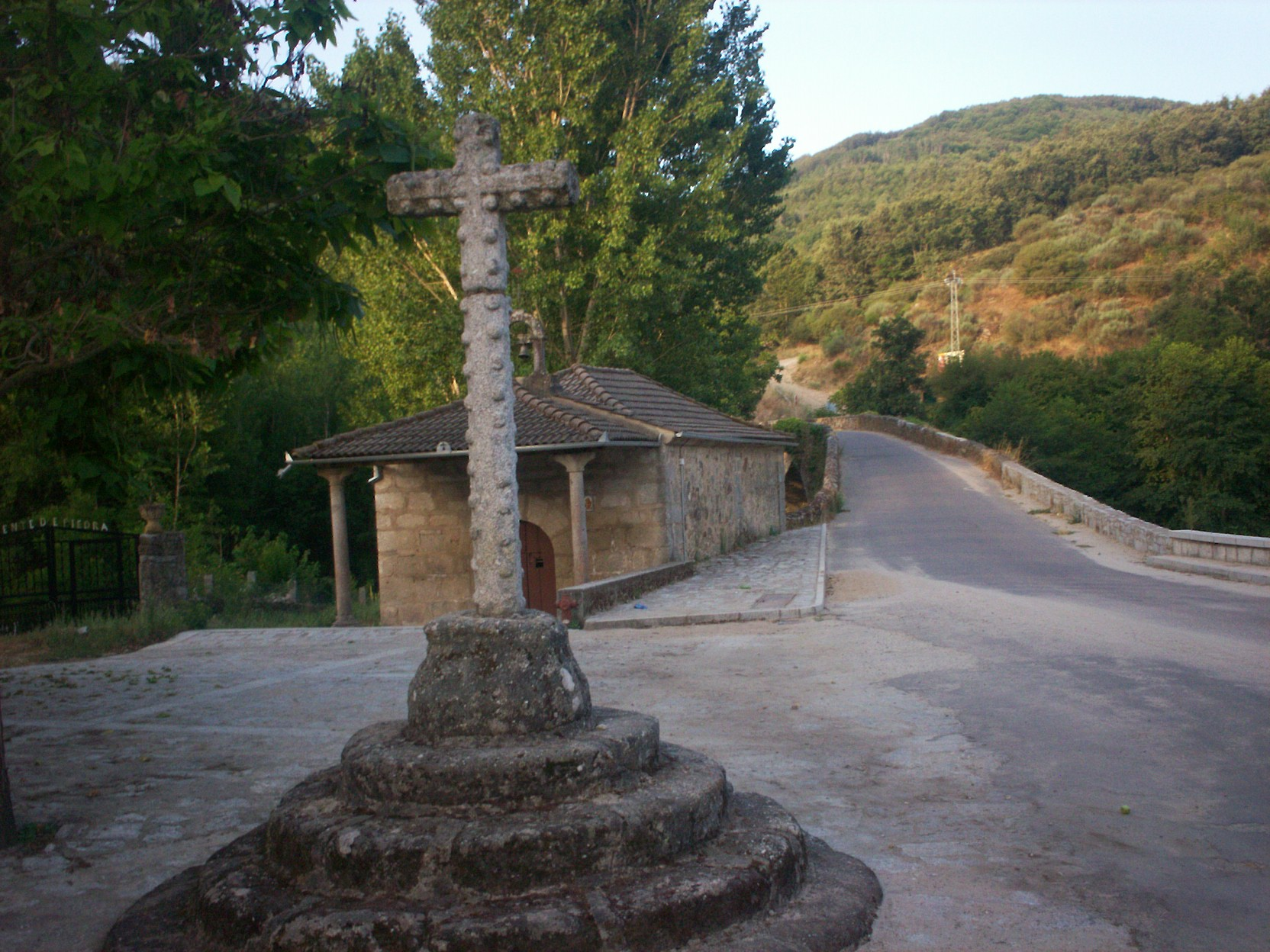
La ermita, la cruz y el puente

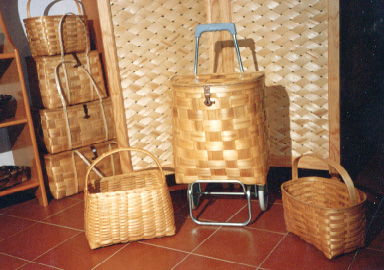
Artesanía del castaño

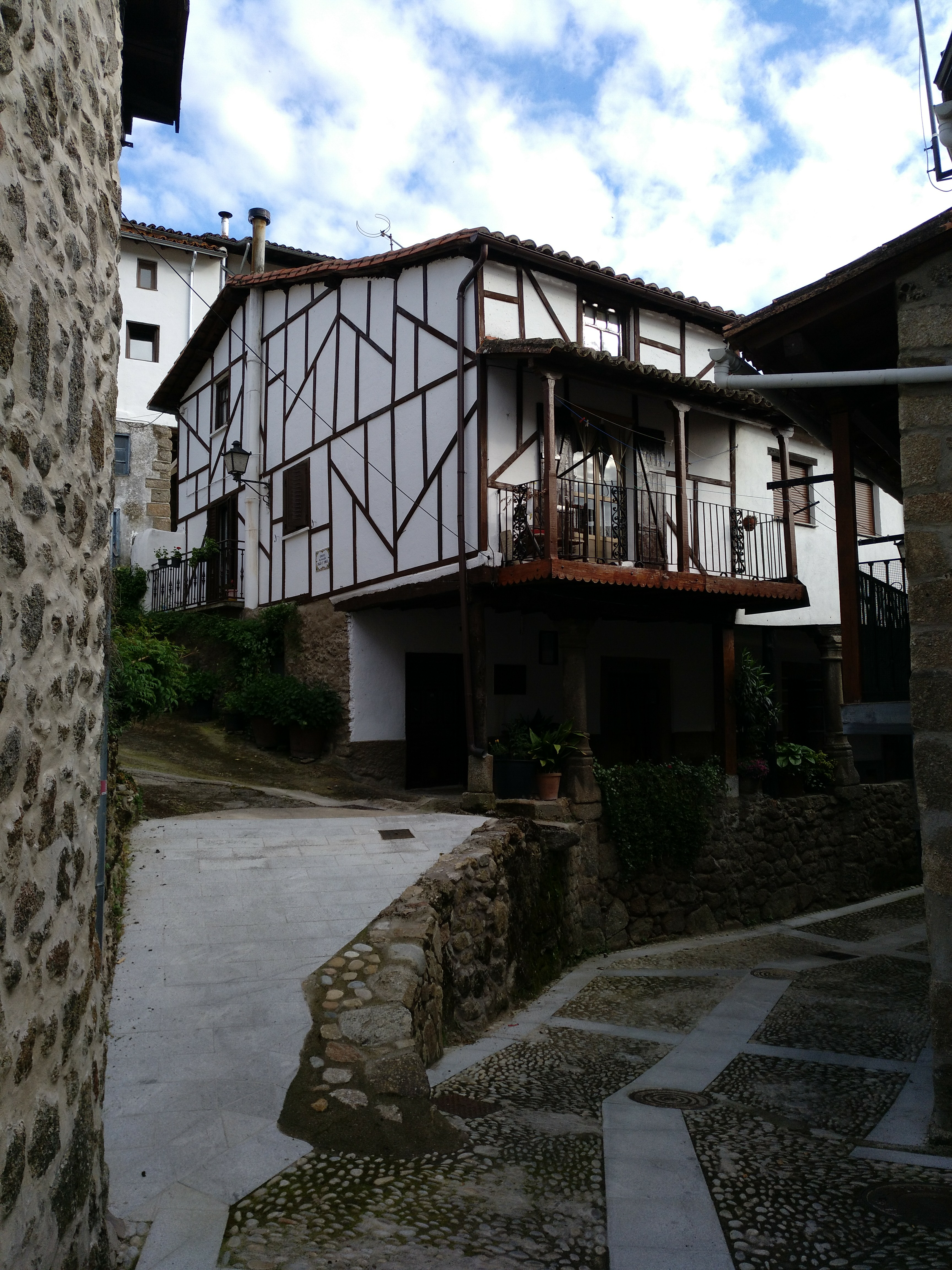
Arquitectura típica

Castillo de San Vicente: Montemayor tiene un castillo medieval cuyo nombre es Castillo de San Vicente, recientemente restaurado. Está situado en la cima de la colina sobre la que se asienta la localidad.Todo el recinto estaba protegido por una muralla que llegaba hasta la actual plaza Mayor. Dentro del antiguo recinto amurallado. Este tiene seis torres de las cuales cuatro son cuadradas y las dos restantes son semicirculares, este castillo permitía el paso de la submeseta sur (Extremadura) al reino de León o bien al reino de Castilla ya que la vía de la plata hacía de separación entre ambos reinos.
Fuente de la plaza o antigua (Picota):La fuente cuyo cuerpo central lo constituye una columna de piedra granítica procedente de una antigua picota o rollo. En la columna se puede observar el blasón de los Silva, marqueses de Montemayor, las cabezas de cuatro leones y, en la parte más alta, unas figuras humanas.
Puente de piedra: El puente de piedra, de un solo ojo, construido sobre el río Cuerpo de Hombre en torno a 1700. Era propiedad particular del marqués y sometido al portazgo. 
Ermita de San Antonio y cruz: A la vera del río y junto al puente de piedra se ubican la ermita y la cruz de San Antonio. La ermita se data en torno a 1670 y se construyó, al parecer, por encargo de los marqueses de Montemayor. Frente a la ermita se encuentra la Cruz. Está enteramente decorada con medias granadas, posiblemente en conmemoración de la toma de Granada por los Reyes Católicos y en la que tomó parte Juan de Silva y Rivera, entonces señor de Montemayor. 
Iglesia de Nuestra señora de la Asunción: Montemayor tiene una iglesia románica de transición al gótico. La iglesia Nuestra señora de la Asunción del siglo XIII está hecha de granito. La torre fue posterior al cuerpo de la iglesia ya que está se hizo en el siglo XVI. En el interior se encuentra el retablo de origen renacentista aunque ha sido retocado en varias ocasiones. La iglesia se encuentra como el castillo dentro del recinto amurallado. 
Murallas: De las murallas hoy en día se conserva poco, debido a que la gente la empezó a utilizar como pared para hacerse una casa o bien, cogían las piedras de granito para hacer las casas. Se conservan restos en la parte trasera del castillo, y en los laterales de la plaza del castillo y de la plaza mayor, con lo cual se pueden apreciar dos murallas. Una para la plaza mayor que rodea también la del castillo y una que únicamente rodea la plaza del castillo.
Plaza Mayor: El centro de vida del pueblo sin duda, se encuentra el ayuntamiento además de algunas casas señoriales, el rollo o picota convertido ahora en fuente. Antiguamente estaba empedrada y se hacían corridas de toros.
Plaza del castillo: Se encuentra el castillo, la iglesia y una plaza muy grande en la cual aún se puede apreciar restos de una especie de plaza de toros, además se encuentran las escuelas y la residencia (antigua casa del guardián de Montemayor).

## Historia

### Edad Antigua
La conquista romana se produce aproximadamente en el 138 a. C. como consecuencia del asesinato de Viriato, momento en que los Lusitanos probablemente junto con los Vettones, son derrotados y las tropas romanas pasan al norte del Sistema Central. La ruta seguida fue la del Camino (calzada) de la Plata, utilizada anteriormente por Aníbal en su incursión contra los Vacceos, por lo que la comarca fue seguramente paso obligado de las tropas.
Durante la guerra que la sublevación de Sertorio origina en la península a estas tierras llega Quinto Cecilio Metelo Pio (79-78 a C.) quien establece una línea sólida sobre el Camino de la Plata desde Castro Metellinum (Medellín) hasta el paso del Sistema Central con el puesto militar de Caecilius Vicus, que se ubica cerca del límite de Salamanca con Cáceres. Ambos lugares fueron fundados por él y este último se convirtió en el bastión más avanzado. Posteriormente la calzada romana se ampliaría hacia el norte cruzando las tierras de Montemayor.

### Edad Media

#### Época visigoda
Hacia el s.V d. C. se da la llegada de los pueblos bárbaros y se inicia en la península un periodo de inestabilidad y confusión, el cual se mantiene hasta el dominio de los visigodos. Poco a poco se dan unos cambios como la conversión del arrianismo al catolicismo por Recaredo y la eliminación de la monarquía electiva, que darán paso a la entrada musulmana.
Los Alanos (procedentes del Cáucaso), Los Vándalos (de procedencia germánica) y los Suevos, penetran en la Península a través de los Pirineos. Esta invasión se realizó con gran facilidad y ocuparon gran parte de la península, pero esto duro poco tiempo pues los romanos, por orden del emperador Honorio, envían a Hispania a los Visigodos para someterlos a todos. Aunque no lo consiguieron con los Suevos, que se quedarán como reino independiente durante 200 años.
Montemayor se encontraba en un enclave donde se bifurcaban varias calzadas, de manera que estaba entre los Suevos y los Visigodos, aunque hay indicios que perteneció probablemente a estos últimos.
Hacia el año 585 d. C., los Suevos van a ser derrotados por los Hispanorromanos y serán unificados finalmente hacia el 589, con su conversión al cristianismo. Será en el año 625 cuando la Península quede reunificada, con la derrota y expulsión de los Bizantinos, establecidos en la zona sur.
A principios del s.VIII aparecen los primeros musulmanes, los cuales luchan en la Batalla de Guadalete a favor de los hijos de Vitiza y en contra de  Rodrigo.
La ocupación musulmana fue rápida, pudiendo darse como completada sobre la mayor parte de la Península hacia el 714, cuando es tomada la capital de los Visigodos, Toledo.
Montemayor se hallaba probablemente bajo la ocupación musulmana, pero al no ser homogénea, puede que hubiera espacios vacíos y que en el pueblo y alrededores hubiera comunidades cuasi-independientes.

#### La Reconquista
La Reconquista de la Península se inicia en la zona norte hacia el año 711, por Don Pelayo. Los cristianos comienzan su expansión sobre el territorio poco a poco, sin a penas resistencia musulmana, bien por su incapacidad para hacerles frente o bien por indiferencia. Ordoño II de León (914-924) pasa la frontera de la Cordillera Cantábrica y establece a León como la capital del reino astur-leonés.
Ordoño II va a participar junto a Sancho Garcés I de Pamplona en el ataque a Calahorra, lo que va a provocar la reacción de los musulmanes, concretamente la de Abderramán III, quienes lanzan un ataque destructivo contra el reino leonés, logrando frenar la expansión cristiana.
Finalmente, con Ramiro II de León (931-951) se da un gran impulso a la frontera desplazándola hacia el sur. Los cristianos logran desplazar la frontera leonesa al derrotar a los musulmanes en la batalla de Simancas (939), que pasa del Duero al Tormes, repoblándose de cristianos esas tierras.
Los musulmanes, a través de Almanzor, inician una serie de campañas contra los cristianos, con el fin de evitar el avance. Parte de sus campañas irán dirigidas a las zonas de repoblación y colonización militar, sirviéndose en parte de ellas del eje por el camino de la Vía de la Plata.
Los cristianos no se van a echar atrás y por mano de Alfonso VI de León (1042 - 1109) se da un gran impulso, lográndose avanzar hasta Toledo en 1085. Aunque la llegada de los almorávides frena su expansión derrotándole en Sagrajas y Uclés. Alfonso VI será promotor de repoblación y fortalecimiento de ciudades y concejos fronterizos con los musulmanes.
Su hija Urraca I de León le sucede a su muerte y entramos en un periodo de conflictos internos, tras su boda con Alfonso el Batallador de Aragón, los cuales finalizarán con el ascenso a la corona de su hijo Alfonso VII.
Alfonso VII de León "el emperador" (1105-1157) le da un nuevo impulso a la conquista de la zona salmantina, iniciando acciones hacia el sur del Sistema Central, en dirección a Coria, la cual conquista en 1142.

#### La formación del concejo de Montemayor
A su muerte Alfonso VII repartió sus reinos entre sus dos hijos. A Fernando II le deja el reino de León y a Sancho III le deja el de Castilla, lo que va a suponer una discordia entre ambos reinos, hasta la unificación definitiva con Fernando III.
Pero antes de esto, Fernando II de León (1137-1188) realiza un gran esfuerzo y consolida su paso hacia el sur en las tierras salmantinas, labor que concluye su hijo Alfonso IX. Fernando II quería expandirse y para ello tenía dos caminos: la vía Dalmacia hacia Coria y la vía romana de la Vía de la Plata. No podía utilizar esta última vía debido a un tratado que había firmado con su hermano (Reino de Castilla) para mantener la línea divisoria de ambos reinos. Le quedaba, por tanto, la vía Dalmacia. Pero esta podía ser cortada por los portugueses, por lo que trata de reforzarla para poder ser utilizada. De este modo crea el Concejo de Ledesma (1161), entre Ciudad Rodrigo y Salamanca, que origina la rebelión de este concejo y lleva al enfrentamiento de Valmuza, el cual acaba con la victoria del rey leonés.
Al conseguir reforzar esta vía, se hace con el control de la Transierra (zona sur de la Sierra de Béjar, Francia y Gata) y se acerca hasta Cáceres y Badajoz. Los almohades van a reaccionar y en 1174 les relegan nuevamente a las zonas aledañas de la sierra.
A finales de su reinado aparece la fortaleza de Granada, hoy Granadilla, al sur de Montemayor. De esta manera Montemayor queda definitivamente dentro del territorio leonés, aunque seguimos sin conocer si estaba habitado.
Alfonso IX de León (1171-1230), hijo del anterior, acaba la obra de su padre. Aunque sigue con las tensiones con los portugueses, castellanos y musulmanes, logra mantener sus dominios e incluso expandirse hacia el sur. Va a firmar varios tratados con su tío Alfonso VIII para firmar treguas que serán difíciles de mantener. Y en 1215 Alfonso IX fijó los términos del Concejo de Miranda del Castañar, dentro de los cuales estaría Montemayor.
Finalmente, hacia 1228 aparece como nuevo concejo el de Montemayor, creado por disposición de Alfonso IX de León, por lo que la repoblación de la zona de la sierra parece acabada. En 1230 muere Alfonso IX y le sucede su hijo Fernando III el Santo, que ya era rey de Castilla y se acaban los conflictos entre ambos reinos. La reconquista cristiana dará un paso gigantesco en pocos años, con la ocupación de Jaén, Sevilla y Córdoba.
Montemayor del Río y su concejo, quedó inscrito dentro del reino de León aunque a dos escasos km de Peñacaballera se encontraba el límite del reino, el cual era separado por la vía de la plata. A la derecha se encontraba el reino de Castilla y hacia abajo se encontraba Extremadura la cual era dominada hasta Plasencia por el reino de Castilla y hasta Ahigal por el reino de León a partir de abajo era zona mozárabe. En Montemayor se hablaba la lengua leonesa aunque con grandes interferencias del castellano dado a su proximidad a Béjar (entonces parte del reino de Castilla). De ahí viene esa habla tan peculiar que hay en la comarca de Béjar, castellano con grandes influencias leonesas añadiéndole el hecho de la poca distancia a Extremadura.
Concejo de Montemayor - Nombre actual (oficial actualmente), Nombre en leonés (idioma antiguamente hablado en el marquesado, y oficial en tiempos de este):
- Aldeacipreste, (Aldeacipresti)
- Baños, (Bañus)
- La Calzada de Béjar, (La Calzá)
- Cristóbal, (Cristóbal)
- El Cerro, (El Cerru)
- Colmenar de Montemayor, (Colmenal)
- Horcajo de Montemayor, (Orcaju)
- Lagunilla, (Lagunilla)
- Montemayor, (Monti Mayó)
- Peñacaballera, (Peñacaballera)
- Valdefuentes de Sangusín, (Val de juentis)
- Valdehijaderos, (Val d'ijaerus)
- Valdelageve, (Val de la jevi)
- Valdelamatanza, (Val de la matançia)
- Valbuena, (Val güena)

#### El señorío de Montemayor del Río

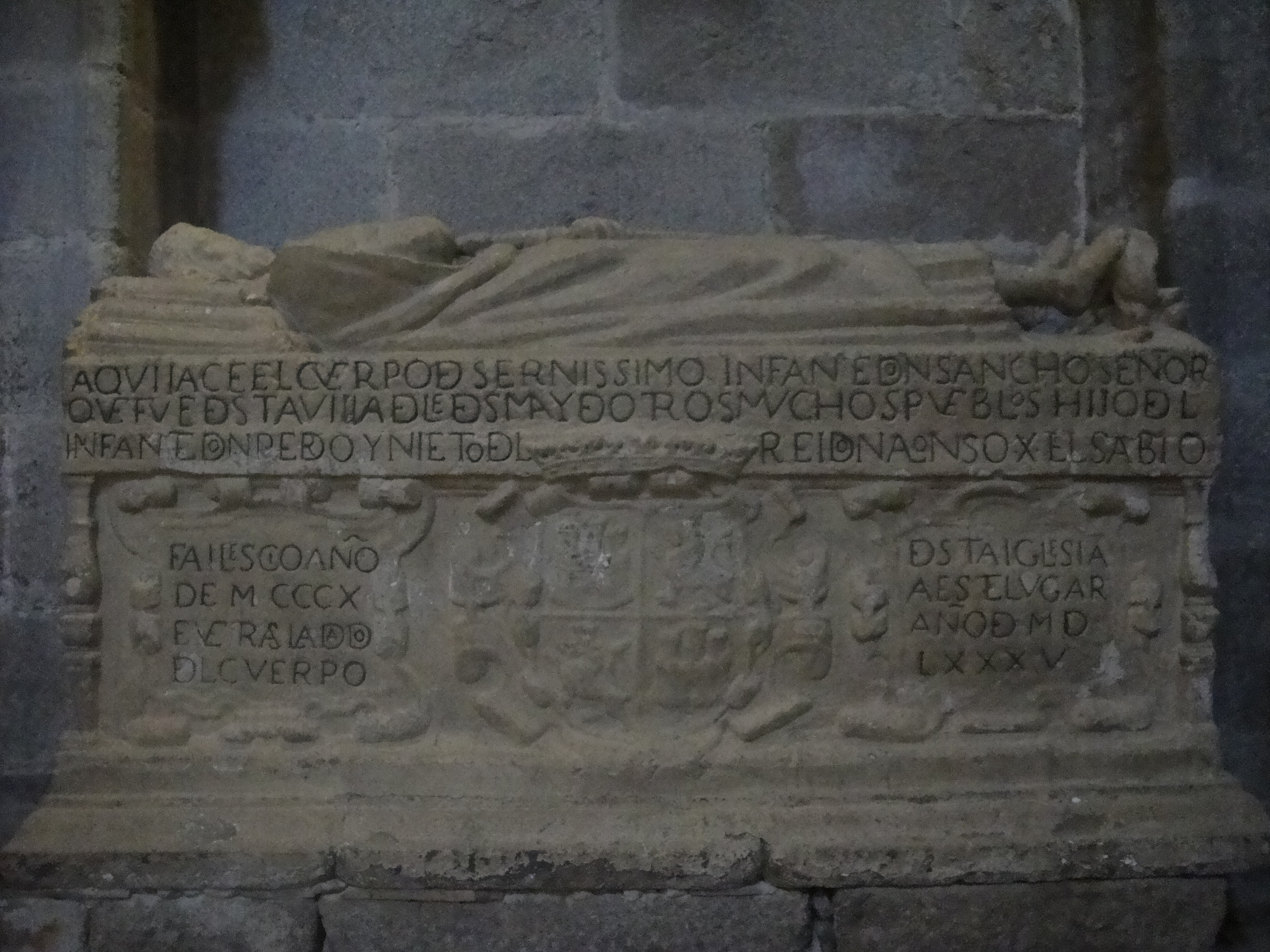
Sepulcro de Sancho el de la Paz en la iglesia de Santa María la Mayor de Ledesma.

Hay constancia de que en 1282 ya era señor de la villa de Montemayor del Río el infante Don Pedro, que era hijo del rey Alfonso X "el Sabio" y de la reina Violante de Aragón. El infante don Pedro también fue señor de Ledesma, Cabra, Alba de Tormes, Salvatierra, Miranda del Castañar y Granadilla, y también poseía toda la ribera del Río Coa y las villas de Sabugal, Castelo Rodrigo, y Alfaiates, que actualmente se encuentran en territorio portugués.
Y a la muerte del infante don Pedro, que falleció en octubre de 1283, la mayoría de sus señoríos fueron heredados por su único hijo legítimo, Sancho "el de la Paz", que falleció en 1312 sin dejar descendencia legítima, por lo que a su muerte todos ellos, incluyendo los de Montemayor del Río y Ledesma, volvieron a la Corona, en el último periodo del reinado de Fernando IV, que era primo carnal de Sancho el de la Paz.
Alfonso XI "el Justiciero" entregó sucesivamente la villa de Montemayor del Río a algunos de los hijos que tuvo con Leonor de Guzmán, y en 1358, Pedro I "el Cruel" la recuperó una vez más para la Corona. Pero nuevamente durará poco esta situación porque, como consecuencia de la guerra civil que mantiene con su hermanastro Enrique de Trastámara, Pedro muere y el nuevo monarca empieza a pagar las deudas con quienes le han ayudado entregando villas y mercedes. Durante el siglo XVII la Corona intentará recuperarlas.
Enrique dona Ledesma y las cinco villas (Montemayor, Salvatierra de Tormes, Granadilla, Miranda del Castañar y Galisteo) a su hermano Sancho, el cual contraerá matrimonio con Beatriz de Portugal.
Sancho morirá y su viuda se encargará de recuperar todo para su hija Leonor, a la cual se conocerá como "la rica hembra". Leonor se casa con el infante Fernando de Antequera, con lo que se forma un enorme patrimonio territorial.
Fernando será rey de Aragón y el patrimonio empezará a dividirse entre los hijos en 1418, cuando a Enrique le conceden el Maestrazgo de Santiago y, entre otras, también recibirá la villa de Montemayor. Finalmente Montemayor pierde su condición de realengo y pasará los años como un señorío nobiliar más hasta el siglo XIX, cuando desaparecen. Durante este tiempo habrá cambio de manos, dejando de ser de parientes directos de los monarcas y pasando a la familia Silva.
El infante Enrique, señor de Montemayor desde 1418, fue un importante personaje en la historia de la Corona de Castilla y León ya que intentó hacerse con el poder efectivo del reino, aprovechando la minoría de edad de Juan II, con el apoyo de sus hermanos y otros señores como Diego Gómez de Sandoval conde de Castro. Se enfrentará con Álvaro de Luna quien acaba siendo su destructor en la Batalla de Olmedo. La batalla se resuelve con una victoria de las tropas reales y el infante huye aunque morirá como consecuencia de las heridas de guerra, en 1445. A raíz de esto, se produce el reparto de los bienes del infante y de los que le apoyaron. Montemayor parece ser que pasa a Pedro García de Herrera, mariscal de Castilla, aunque no está del todo confirmado.
Desde 1446 hay constancia que el señor de la villa es Juan de Silva pues es en esa fecha cuando arrienda las tercias y alcabalas de la misma. Juan es noble de un linaje asentado en Toledo, aunque de origen portugués. Este caballero servirá a Álvaro de Luna y se casa con una prima suya. Fue embajador del rey de Castilla y León en el Concilio de Basilea (1434-36), donde tuvo un episodio curioso con el embajador de Inglaterra, obligándole a dejar su sillón diciendo que no tenía su reino categoría para estar por delante de la Corona de Castilla y León.
Al morir, dividió en dos mayorazgos los bienes. A su hijo mayor le entrega el señorío y condado de Cifuentes y a su segundo hijo, Juan de Ribera, le entrega el señorío de Montemayor.

##### Estructura territorial del Señorío/Marquesado
Hay constancia de que en el siglo XVIII el Concejo de Montemayor, originalmente señorío y posteriormente marquesado de Montemayor, se dividía en dos "quartos", los de Hojeda y del Río, y la villa de Montemayor, que se situaba entre ambos, hecho que parece fue heredado de los siglos precedentes. Así, la estructura del Partido de Montemayor que se recoge en la división de Floridablanca es la siguiente (se ponen las denominaciones originales que poseen en el documento de 1789):
- Villa de Montemayor

- Quarto de Hojéda: Aldea-Arcipreste, La Calzada, Colmenar, Christoval, Horcajo, Val-buena, Val de hijaderos, Val de Fuentes.

- Quarto del Río: Baños, El Cerro, La Lagunilla, Peña-Caballera, Val-del-agéve.

### Edad Moderna
Juan de Ribera, segundo señor de Montemayor, será un personaje batallador, participando en el bando isabelino frente al rey Enrique IV. Los Reyes Católicos le enviarán a defender la frontera de Navarra frente a las intromisiones francesas, por lo cual residirá varios años en Logroño. También defenderá los intereses de su linaje cuando surgen problemas entre Silvas y Ayalas, en Toledo.
Juan de Silva, tercer señor de Montemayor, será un personaje destacado en la lucha de las Comunidades y defenderá los intereses reales en la comarca toledana y al final de su vida el emperador Carlos I le premiará sus servicios otorgándole el título de marqués de Montemayor, en el año 1538.
Los marqueses de Silva serán los que ostenten toda la autoridad en la villa hasta la extinción de los señoríos a principios del siglo XIX. Haremos un breve resumen de lo ocurrido entonces:
Montemayor estaba alejado de Toledo, lugar de residencia de los marqueses, donde tenían sus cargos y posesiones valiosas, por lo que las visitas no debieron ser muchas.
A lo largo del siglo XVI, la casa de Montemayor pasa por una situación algo apurada debido a los gastos que conllevaba la vida nobiliar, tales como el mantenimiento de casas, patrimonio, criados, etc. Por tal causa se produce un enlace doble con la casa de los Condes de Cantillana, muy importante en el futuro: Juan Francisco de Silva se casa con María de Toledo y Vicentelo, y su hermana Teresa de Silva lo hace con Juan Luis Antonio Vicentelo de Leca y Toledo, que será el II conde de Cantillana.
Uno de los hermanos de Juan Francisco, Pedro de Silva, hereda unos bienes de su tío Felipe de Silva, virrey de Cataluña y el rey le otorgará inicialmente el título de vizconde de la Sagra y de marqués de la Sagra posteriormente. Pero se verá envuelto en unos sucesos raros con Portugal, por lo que será acusado de traición y ajusticiado en 1648, de manera que sus bienes pasan a la casa de su hermano mayor.
Montemayor fue zona de paso para las tropas francesas y en sus inmediaciones se situaron para evitar el paso de las tropas portuguesas que se acercaban desde Extremadura. Sus pueblos fueron refugio de habitantes de las villas ocupadas o en peligro, muchos procedentes de Alcántara, Coria, Zarza de Alcántara, etc. pero hasta ella no consiguieron llegar.
A mediados de siglo se extingue sin herederos esta rama de la familia Silva y pasa el marquesado a una colateral, la línea de los condes de Cantillana, uniéndose los títulos de Cantillana y Montemayor y Castromonte. Deben ceder uno de los títulos por imperativo de las condiciones de fundación de un mayorazgo, quedando la casa formada finalmente por los marqueses de Castromonte y Montemayor. Porsteriormente se añadirán por enlace a la casa de Montemar y a las de Astorga y Altamira, englobando varios títulos y grandezas de España.
La Guerra de Independencia española será, como en muchos otros lugares de España, una catástrofe humana y económica que dejará empobrecidada a la comarca. Los pueblos contribuyeron al sostenimiento de las tropas españolas y británicas, entre las que sirvieron bastantes hombres de la zona con sus acémilas ya que los mulos se convirtieron en el medio de transporte principal por la zona. Pero también debieron contribuir, a la fuerza, al mantenimiento del ejército francés y soportar sus saqueos, robos y violencias.
Finalmente, otra de las consecuencias de la guerra fue la llegada de cambios en el sistema político. La Constitución de 1812 (la famosa "Viva la Pepa") planteó la abolición del feudalismo y la desaparición de los señoríos. El proceso es largo, pero en el caso de Montemayor, que era un señorío jurisdiccional (el titular tenía el ejercicio de la justicia pero no era el dueño del territorio, solo de aquellas propiedades que hubiera adquirido por compra, etc) , se solucionó pronto pues el problema estaba en los señoríos solariegos por las dudas planteadas sobre la propiedad de la tierra. No obstante, los duques de Montemar mantuvieron su relación e intereses con Montemayor.
Por último, con la creación de las actuales provincias en 1833, Montemayor del Río quedó integrado en la provincia de Salamanca, dentro de la Región Leonesa.
Mediados los años treinta del siglo XX, distintos medios de comunicación (El Sol, ABC, El Heraldo) recogen un trágico suceso ocurrido en Montemayor del Río el 7 de febrero de 1936, que algunos historiadores califican como paradigmático del tipo de violencia política (Agresiones entre propagandistas) ocurrida en España durante las elecciones generales de aquel año:

«Cuando propagandistas de la CEDA fijaban carteles electorales, otro grupo de ideología izquierdista comenzó a arrancarlos. Al poco, uno de los cedistas increpó a los segundos. La disputa se transformó de inmediato en un choque violento y los primeros disparos no tardaron en sonar. El final fue trágico. Bernabé González, de cuarenta y ocho años, izquierdista, mató de un tiro a Clemente Barragán, un joven de veinticuatro años, hermano de uno de los derechistas».
1936. Fraude y violencia en las elecciones del Frente Popular, Manuel Álvarez Tardío y Roberto Villa García

El suceso desencadenó nuevos desórdenes que se prolongaron durante horas.

## Geografía humana

### Demografía
Cuenta con una población de 262 habitantes (INE 2024).
| Gráfica de evolución demográfica de Montemayor del Río entre 1842 y 2021 |
| |
| Población de derecho según los censos de población del INE Población de hecho según los censos de población del INEEn estos censos se denominaba Montemayor: 1842, 1857, 1860, 1877, 1887, 1897, 1900 y 1910 |

La localidad ha ido perdiendo población debido a la emigración a grandes ciudades de España y a países como Suecia y Francia. Según el Instituto Nacional de Estadística, Montemayor del Río tenía a, 31 de diciembre de 2019, una población total de 263 habitantes, de los cuales 141 eran hombres y 122 mujeres. Respecto al año 2000, el censo refleja 377 habitantes, de los cuales 204 eran hombres y 173 mujeres. Por lo tanto, la pérdida de población en el municipio para el periodo 2000-2019 ha sido de 114 habitantes, un 30% de descenso.

## Cultura

### Gastronomía
En Montemayor es típico los domingos y días de fiesta, darse un vuelto por los bares tomarse unas tapitas acompañadas de algo de beber. Los platos más típicos de la localidad son las patatas rebozadas, las patatas revolconas, las patatas escabechadas, el pisto de Montemayor, el zarangollo, la ensalada de naranja, el hornazo, la bolla y las flores.

### Fiestas
- La fiesta mayor de la villa se celebra los días 14, 15 y 16 de septiembre en honor al Santísimo Cristo de las Batallas.
- Las fiestas de San Blas, patrón de la villa, tienen lugar los días 3, 4 y 5 de febrero.
- También es tradición celebrar la fiesta de San Antonio, el 13 de junio, en la que se traslada la imagen del santo desde la ermita y en procesión hasta la iglesia parroquial. Permanece en ella hasta el día de San Pedro.
- Es tradición salir al campo de merienda para celebrar el día del hornazo, de los calbotes y del chorizo. El día del hornazo -especie de empanada de chorizo- se celebra el domingo de Pascua. El día de los calbotes - castañas asadas- se celebra el 1 de noviembre y el día del chorizo el día 17 de enero, festividad de San Antón.
- Desde el año 2015 se celebra la romería en honor a la Virgen de Montemayor, que agrupa a las localidades de la comarca en torno a esta advocación de la Virgen originaria de Moguer (Huelva).

### Artesanía
Todo la villa está rodeada de bosques en los que predomina el castaño. De ahí surgió ya en la Antigüedad la dedicación de los lugareños al trabajo de la madera del castaño. Inicialmente los artesanos, denominados banasteros, realizaban cestos de diferentes tamaños. Con la generalización del plástico la industria del castaño se ha reconvertido y en la actualidad se realizan todo tipo de elementos decorativos.
La actividad artesana empieza en el monte con la recogida durante el invierno de los mejores árboles jóvenes; de ellos se aprovecha solamente una parte del tronco, utilizándose el resto para leña. Luego se continúa con la cocción de la madera en un horno generalmente subterráneo y con el mojado de los palos, si es necesario, antes de pasar a la siguiente fase, llamada hender.Ésta consiste en coger los palos aún calientes, pues así son más flexibles y manejables, y con ayuda de un cuchillo y un mazo ir abriendo el palo en tiras cada vez más finas, llamadas verganchas. Una vez cepilladas las verganchas, se pasa a la fase de trenzado, que consiste en irlas entrelazando hasta conseguir una superficie que será la base del cesto. A partir de ahí se va trabajando hasta conseguir cerrar el cesto.

### Lengua
A día de hoy la única lengua hablada en el municipio es el castellano. No obstante la lengua tradicional del pueblo y del antiguo Marquesado es el extremeño o lengua leonesa. De esta todavía se conservan muchos vestigios sobre todo en el campo léxico y fonético.
Vestigios como:
- El diminutivo -ino, -ina. Ejemplo: Chiquinino, manina.
- El cierre de vocales. Ejemplo: Dispensa, intierro...
- Léxico: Abangar, achiperres, pardal, gorrupendulo..
- Formas verbales del perfecto. Ejemplo: Dije, dijisti, dijo, dijimos, dijistis, dijon.
- Anteposición de artículo ante posesivo. Ejemplo: La mi casa, los sus amigos.
- Aparición de yod epántica. Ejemplo: Andancio, matancia.
- Elisión de la preposición de genitivo. Ejemplo: La hija (de) Carmen.
- Prótesis en diferentes circunstancias: Amoto, arrascar.
- Inserción de preposición ante adverbio: En dentro.
- Conservación del fonema medieval /ð/ fruto de la distinción entre s sorda y z sonora. Es un vestigio en retroceso. La pronunciación de este fonema es entre una z castellana y una d: Cozina /koðina/, cabeza /ka'Beða/, vezino /beðino/. Pero caza /kaθa/, cerilla /θeriλa/,

Entre otras características.

### Turismo
En Montemayor hay visitas guiadas del Castillo. Se puede igualmente visitar el centro de interpretación del castaño, situado a la entrada de la localidad en las cercanías del puente de piedra, la iglesia de Nuestra señora de la Asunción, la ermita y próximamente una tahona. Hay zonas en los alrededores muy interesantes para el turista, como Béjar, Baños de Montemayor, Hervás, Candelario, La Alberca, Miranda del Castañar, Barco de Ávila, Santibáñez de Béjar y Puente del Congosto.

## Administración y política
| Partido político                         | 2019  | 2019  | 2019       | 2015  | 2015  | 2015       | 2011  | 2011  | 2011       | 2007  | 2007  | 2007       | 2003  | 2003  | 2003       |
| Partido político                         | %     | Votos | Concejales | %     | Votos | Concejales | %     | Votos | Concejales | %     | Votos | Concejales | %     | Votos | Concejales |
| Partido Popular (PP)                     | 79,88 | 135   | 6          | 76,84 | 146   | 6          | 73,76 | 163   | 6          | 72,33 | 183   | 5          | 83,97 | 220   | 6          |
| Partido Socialista Obrero Español (PSOE) | 20,12 | 34    | 1          | 19,47 | 37    | 1          | 22,17 | 49    | 1          | 27,67 | 70    | 2          | 15,27 | 40    | 1          |